# Кајно (Бреша)
Кајно (итал. Caino) је насеље у Италији у округу Бреша, региону Ломбардија.
Према процени из 2011. у насељу је живело 2051 становника. Насеље се налази на надморској висини од 341 м.

## Становништво
| 1931. | 1936. | 1951. | 1961. | 1971. | 1981. | 1991. | 2001. | 2011. |
| ----- | ----- | ----- | ----- | ----- | ----- | ----- | ----- | ----- |
| 1.001 | 997   | 1.087 | 1.248 | 1.409 | 1.417 | 1.390 | 1.614 | 2.079 |